# Partido Comunista da Nicarágua
O Partido Comunista da Nicarágua é um partido político comunista na Nicarágua. Fundado como Partido Socialista dos Trabalhadores em 1967, pelos membros fundadores foram Juan Lorio, Augusto Lorío, Elí Altamirano (que se tornou secretário-geral do PCdeN) e Manuel Pérez Estrada, que haviam sido todos  expulsos do Partido Socialista Nicaraguense em 23 de abril de 1967.
Em 1990, juntou-se à União Nacional de Oposição de direita para derrubar o governo sandinista de Daniel Ortega.